# Vuoksi
De Vuoksi (Russisch: Вуокса; Voeoksa) is een rivier die op de Karelische Landengte stroomt. De rivier ontspringt in het Saimaameer in Zuidoost-Finland en mondt in drie stromen uit in het Ladogameer in Rusland.
De lengte is 74 kilometer (waarvan 13 in Finland en 61 in Rusland), het gemiddelde debiet is 540 kubieke kilometer. De rivier kent een aantal stroomversnellingen, waarvan die bij Imatra en Losevo de bekendste zijn. De stroomversnellingen maken energiewinning mogelijk; langs de rivier bevinden zich vier waterkrachtcentrales.
De Vuoksi was vroeger een belangrijke handelsroute. Een voormalige zijrivier was voor Kareliërs vroeger een manier om de Finse Golf te bereiken, indien de Neva door vijanden was geblokkeerd. Nadat het Saimaakanaal was aangelegd, verloor de Vuoksi deze functie.
Tijdens de Winteroorlog en de Vervolgoorlog vormde de Vuoksi een strategische gevechtslinie. Tegenwoordig is de rivier en haar omgeving vooral in toeristisch opzicht van belang. Het is een populair gebied voor watersporters en vissers; er bevinden zich veel soorten zalmen en forel. Veel mensen uit Sint-Petersburg hebben er bovendien een datsja.